# De zaak Calas
De zaak Calas is een zesdelige hoorspelserie van Theun de Vries. De VARA zond ze uit vanaf woensdag 25 oktober 1978, van 16:03 uur tot 16:30 uur. De regisseur was Ad Löbler.

## Rolbezetting
- Barbara Hoffman (de vertelster)
- Bernard Droog (Jean Calas)
- Willy Brill (zijn vrouw Anne-Rose)
- Donald de Marcas & Hans Karsenbarg (hun zoons Marc-Antoine & Pierre)
- Gerrie Mantel (Jeanne Viguière)
- Cees Wijn (Gaubert Lavaisse)
- Jan Borkus (David de Beaudrige)
- Frans Somers (dokter Camoire)
- Joop van der Donk (Julien Gorse & Charles Olibert)
- Jan Wegter (pater Bourges)
- Huib Orizand (Riquet de Bourepos)
- Wim Kouwenhoven, Paul van der Lek & Willy Ruys (Laborde, Lasalle & Chamotte)
- Dries Krijn (Philippe Lamarque)
- Eva Janssen (Isabelle Peyronet)
- Floor Koen (Marcel Popis)
- Cees van Ooyen (de bode & de koerier)
- Olaf Wijnants (Donat Calas)
- Dick Scheffer (Voltaire)
- Joke Reitsma-Hagelen (Madame Denis)
- Hans Veerman (dominee Jacob Werne)
- Kommer Kleijn (kardinaal de Bernice)
- Donald de Marcas (pater Cocquerelle)
- Corry van der Linden (Madame de Pompadour)
- Peter Aryans (Henri-Louis Legain)
- Ad Hoeymans (Jean-Robert Trinchon)
- Ger Smit & Irene Poorter (graaf & gravin d'Argental)
- Frans Kokshoorn (Michel Mariette)
- Maria Lindes (verdere medewerkende)

## Inhoud
Het spel behandelt de onrechtvaardige rechtszaak tegen Jean Calas, een 18e-eeuwse Franse hugenoot, die ervan wordt beschuldigd zijn zoon te hebben vermoord omdat deze katholiek wilde worden, en de succesvolle pogingen van Voltaire om deze rechtszaak te heropenen en het gerecht aan te klagen.